# Sirkeköy, Hanönü
Sirkeköy là một xã thuộc huyện Hanönü, tỉnh Kastamonu, Thổ Nhĩ Kỳ. Dân số thời điểm năm 2008 là 125 người.